# Zhanna Projorenko
Zhanneta «Zhanna» Trofímovna Projorenko (en ruso: Жаннета «Жанна» Трофимовна Прохоренко, en ucraniano: Жаннета «Жанна» Трохимівна Прохоренко; Poltava, Unión Soviética, 11 de mayo de 1940 – Moscú, Rusia, 1 de agosto de 2011), más conocida como Zhanna Projorenko, fue una actriz soviética y rusa de cine y televisión, conocida para el público europeo y norteamericano por su papel de Shura en la película de 1959 La balada del soldado dirigida por Grigori Chujrái.

## Biografía

### Infancia y juventud
Nació el 11 de mayo de 1940, en Poltava en la RSS de Ucrania. Cuando Zhanna apenas tenía un año su padre, Trofim Projorenko, un oficial de la Fuerza Aérea,  murió en combate durante la invasión alemana de la Unión Soviética. Junto con sus familiares, se mudó a la ciudad de Leningrado. Donde, como muchos otros niños de la guerra, tuvo que soportar todas las penurias y privaciones provocadas por el sitio de la ciudad por las tropas alemanas.
Después de la guerra su familia la inscribió en el club de teatro del Palacio de los Pioneros, un grupo de teatro para niños donde estudió hasta que unos representantes de la Escuela del Teatro de Arte de Moscú llegaron al círculo, quienes observaron cuidadosamente a los niños, y seleccionaron a cinco jóvenes que consideraron más talentosos y prometedores, luego fueron enviados a estudiar a la Escuela del Teatro de Arte de Moscú. En 1959, mientras aún estaba estudiando en la escuela de teatro (apenas tenía 19 años), el director Grigori Chujrái se fijó en ella para protagonizar la que sería su segunda película, primera para Zhanna, La balada del soldado.

### Carrera cinematográfica
La película cosechó un gran éxito tanto en la Unión Soviética como en Occidente. La película cuenta la historia de un joven soldado del Ejército Rojo que intenta regresar a casa durante un permiso, durante este viaje conoció a varios personas en su camino y se enamoró, cuando finalmente llega a casa solo le da tiempo para darle un abrazo a su madre, pues tiene que volver al frente. La película fue producida por Mosfilm y fue muy bien recibida en Occidente, donde ganó varios premios internacionales, incluido el premio BAFTA a la mejor película, el Premio Especial del Jurado en el Festival de Cannes y fue nominada al Oscar al mejor guion original y a la Palma de Oro. En 1960, realizó, junto con su coprotagonista Vladímir Ivashov y el director Grigori Chujrái, una gira por los Estados Unidos presentando la película al público estadounidense. En el curso de dicha gira, presentaron la película en el Festival Internacional de Cine de San Francisco donde obtuvo los premios Golden Gate a la mejor película y al mejor director.
Sin embargo, la Escuela de Teatro de Arte de Moscú, tenía absolutamente prohibido que sus estudiantes actuaran en películas, solo tenían permitido actuar en obras de teatro, por lo que Zhanna fue expulsada. Después de su expulsión se inscribió en la que en ese momento era la mejor universidad cinematográfica del país: el Instituto de Cinematografía Gerasimov (VGIK) donde se graduó en 1964.
En 1964, después de su graduación, recibió ofertas para protagonizar hasta seis películas, entre las que destacanː Al encuentro de la tormenta (Иду на грозу), dirigida por Serguéi Mikaelián, Italianos, buena gente (Они шли на Восток) una coproducción soviético-italiana dirigida por Giuseppe de Santis y Dmitri Vasíliev, la comedia El matrimonio de Balzamínov (Женитьба Бальзаминова) o Una historia verídica (Непридуманная история). Continuó apareciendo en un gran número de películas hasta finales de 1970 en que sus papeles fueron más distanciados y en general secundarios. En los últimos años de su carrera, apareció principalmente en papeles secundarios en series o películas para televisión hasta 2010 que protagonizó su última película.

### Vida personal
Zhanna Projorenko se casó dos veces. Su primer marido fue el director de cine Yevgueni Vasíliev, la pareja tuvo una hija, Yekaterina Vasílieva, y una nieta, la también actriz Mariana Spivak. Su segundo marido, el escritor Artur Makárov, fue asesinado por unos ladrones en su apartamento de Moscú en 1995, mientras Zhanna Projorenko estaba ausente. El asesino nunca fue encontrado. Después de este traumático hecho sufrió de depresión y se recluyó en un pequeño pueblo en el óblast de Pskov, mudándose a Moscú solo durante el invierno.
Murió de una enfermedad crónica el 1 de agosto de 2011 a los 71 años, en un hospital de Moscú y fue enterrada el 4 de agosto de 2011, en el cementerio Jovánskoye de la capital moscovita.

## Condecoraciones
|  | Artista de Honor de la RSFS de Rusia (1969)   |
|  | Artista del Pueblo de la RSFS de Rusia (1988) |
|  | Orden de la Insignia de Honor                 |
|  | Medalla de los Trabajadores Distinguidos      |

## Filmografía

### Cine
| Año          | Título original                           | Título en español                    | Papel               | Notas                        |
| ------------ | ----------------------------------------- | ------------------------------------ | ------------------- | ---------------------------- |
| 1959         | Ballada o soldate                         | La balada del soldado                | Shura               | Debut cinematográfico        |
| 1961         | A esli eto lyubov?                        | ¿Y si esto es amor?                  | Ksenia              |                              |
| 1962         | Venski les                                | Bosque de Viena                      | Katia               | Cortometraje                 |
| 1964         | Italiani brava gente                      | Italianos, buena gente               | Katia               | Coproducción italo-soviética |
| 1964         | Nepridúmannaya istoriya                   | Una historia verídica                | Varia               |                              |
| 1964         | Zhenitba Balzamínova                      | El matrimonio de Balzamínov          | Kápochka            |                              |
| 1965         | Póyezd milosérdiya                        | Tren de la misericordia              | Lena Ogoródnikova   | Bélica                       |
| 1965         | Palata                                    | La habitación de hospital            | Enfermera           | Drama                        |
| 1965         | Pervy sneg                                | Primera nevada                       | Maryana             | Drama, bélica                |
| 1965         | Idú na grozú                              | Al encuentro de la tormenta          | Lena                | Drama                        |
| 1965         | Dvádtsat let spustyá                      | Veinte años después                  | Dunya               | Drama                        |
| 1966         | Dyádyushkin son                           | El sueño del tío                     | Zinaída Afanásievna | Drama                        |
| 1967         | Proschay                                  | Adiós                                | Liuba               | Bélica                       |
| 1968         | Proisshéstviye, kotórogo niktó ne zamétil | Un incidente que nadie notó          | Nastia              | Romántica                    |
| 1969         | Odín shans iz týsyachi                    | Una oportunidad entre mil            | Nina                | Romántica                    |
| 1969         | Lyubov Serafima Frolova                   | El amor de Serafim Frolov            | María               | Action, aventuras, comedia   |
| 1972         | Yesli ty muzhchina...                     | Si eres un hombre ...                | Anna Petrovna       | Drama, romántica             |
| 1972         | Antratsit                                 | Antracita                            | Lava Mirónova       | Drama                        |
| 1972         | Nakovalnya ili mólot                      | Yunque o martillo                    | Liuba               | Crimen, drama                |
| 1972         | Tochka, tochka, zapyataya...              | Punto, punto, coma ...               | Profesora           | Comedia                      |
| 1972         | Smertny vrag                              | Enemigo mortal                       | Anna Yáschurova     | Drama, romántica             |
| 1973         | Tsimbireli papa                           | Papa Tsimbireli                      | Nastia              |                              |
| 1973         | Dver bez zamká                            | Puerta sin cerradura                 | Dasha               |                              |
| 1974         | Kalina krásnaya                           | Barbatilla roja                      | Instructora         |                              |
| 1974         | Otkrytiye                                 | Inauguración                         | Anka                | Drama                        |
| 1975         | Sokolovo                                  | Sokolovo                             | Sestra vesnicanky   | Bélica                       |
| 1975         | Ot zari do zari                           | Desde el amanecer hasta el anochecer | Nadezhda Rozhnova   |                              |
| 1976         | Strakh vysoty                             | Miedo a las alturas                  | Irina Tijomirova    |                              |
| 1977         | Polkovnik v otstavke                      | Coronel retirado                     | Marina Danilova     | Drama                        |
| 1978         | Priyezzhaya                               | Llegando                             | María Nesterova     |                              |
| 1978         | Zolotaya mina                             | Mina de oro                          | Lidia Brunova       |                              |
| 1979         | Na novom meste                            | En una nueva ciudad                  | Anna                |                              |
| 1979         | Blizkaya dal                              | Distancia cercana                    | Anna Talnikova      | Drama                        |
| 1980         | Vasil Kikvidze                            | Vasil Kikvidze                       | María Chernikova    | Drama histórico              |
| 1980         | Lyalka-Ruslan i ego drug Sanka            | Lyalka-Ruslan y su amigo Sanka       | Tía Lida            | Telefilme                    |
| Fuente: IMDb |                                           |                                      |                     |                              |